# Ángel Torres (escritor)
Ángel Torres (La Habana, 1928– 9 de diciembre de 2010) fue un escritor e historiador cubano que escribió numerosos libros, sobre todo hablando de la historia del béisbol cubano.

## Biografía
Torres fue al Instituto Cubano-Americano y al English Special Center en Jesús del Monte, donde se graduó en 1947. Emigró a los Estados Unidos.
Torres escribió libros como La Historia Del Beisbol Cubano 1878-1976, La Leyenda Del Beisbol Cubano, Tres Siglos De Beisbol Cubano, El Legado Deportivo o The Baseball Bible (en inglés). También trabajó para Fox Sports, narrando los partidos de las Series Mundiales en español junto a Ulpiano Cos Villa.
En 2009, ganó el Premio Nacional de Periodismo de la Asociación Nacional de Periodistas cubanos en el exilio. Murió el 9 de diciembre de 2010 a los 82 años.